# Phrudocentra marcida
Phrudocentra marcida là một loài bướm đêm trong họ Geometridae.